# Ilosfai József
Ilosfai József (Pereszteg, 1922. március 26. – Budapest, 1993. március 27.) magyar szobrászművész.

## Élete
1922-ben született, nagyon egyszerű szülők első gyermekeként, a Sopron megyei Peresztegen. Sopronban, majd Budapesten tanult és nevelkedett. Mesteri Ohmann Béla és Pátzay Pál voltak. Tanulmányai végeztével, 1952-től a Budapesti Történeti Múzeumnál dolgozott a Vármúzeum restaurátoraként. Részt vett a budai várásatásokban, a hajdani királyi palota szobrászati és belépítészeti rekonstrukciójában.
A kezdeti időszak kivételével alkotásai nonfiguratív plasztikák.

## Művek jegyzéke
1. SZAMARAS FÉRFI, 1955, agyag
2. KELETI SZÉL, 1956, fa
3. TERMÉKENYSÉG, 1960, agyag
4. KISLÁNY-TORZÓ, 1960, agyag
5. FORRADALMÁR, 1961, agyag
6. ÖNARCKÉP, 1961, agyag
7. VETKŐZŐ-TORZÓ, 1964, fa
8. HÁRMASBAN, 1966, agyag, kő
9. KIRÁLY-IKREK, 1966, agyag
10. LÁPILÁNG, 1966, agyag
11. PLETYKAFÉSZEK, 1967, agyag
12. LÁNGOLÓ MADONNA, 1967, agyag
13. TOJÁSTÁNC, 1967, agyag
14. KÖVÉR PIHENŐ, 1967, agyag
15. CSALÁD, 1968, fa
16. SZOBOR-EMBRIÓ, 1968, agyag
17. VÁZANŐ, 1969, agyag
18. CSÍPŐ-TORZÓ, 1969, agyag
19. BALERINA, 1970, agyag
20. VÁZAHÁZASPÁR, 1970, agyag
21. KORE, 1970, agyag

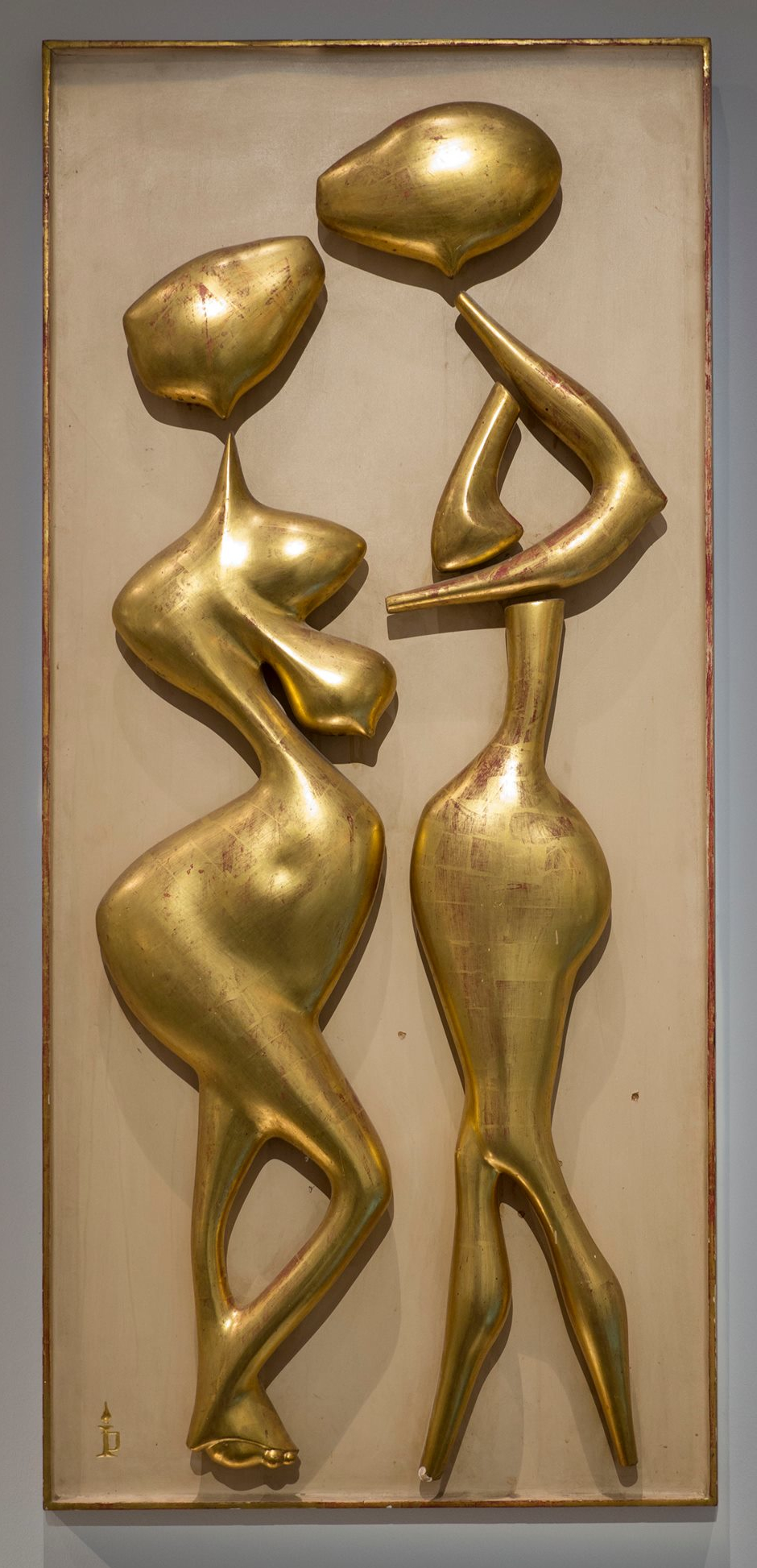
Szerelmespár (1960)

22. ARANYPÁR, fa, aranyozva, Behrám presszó
23. NAP ÉS HOLD SZERELME, agyag vázlat, a győri Ifjúsági Ház homlokzata
24. BARTÓK-PORTRÉ, 1971, agyag
25. GEA, 1968–1971, agyag, Vadászati Világkiállítás
26. FLORA-KÚT, 1968–1972, Korvin Ottó út, agyag
27. ANYA GYERMEKKEL, 1973, agyag
28. KISLÁNY KARIKÁVAL, 1973, agyag
29. CIRKULUS VITIOSUS, 1973, agyag
30. ÖRVÉNY, 1973, fa
31. A FÖLD SZOBRA, 1974, agyag
32. ENTELECHEIA, 1974, agyag
33. MEANDER, 1974, agyag
34. SELLŐS KÚT, 1974, agyag

## Rajzok
1. HUNYADI, 1963, szén
2. FIGURA, 1964, szén
3. NAGYMAMÁRA EMLÉKEZVE, 1965, szén
4. ESŐ ÉS NAPSÜTÉS, 1965, szén
5. A SZÜRKÜLET ARCHITEKTÚRÁJA, 1965, szén
6. NYÚJTÓZKODÓ, 1965, szén
7. TÁVOZÓ, 1966, szén
8. ESSZENCIA ÉS KONZISZTENCIA, 1966, szén
9. ISZONY, 1966, szén
10. FEKVŐ KISLÁNY, 1966, szén
11. KÖVÉR PIHENŐ, 1966, (vázlat), szén
12. CSOPORT-KÉPLET, 1967, szén
13. ORVOSI ELŐSZOBÁBAN, 1967, szén
14. ÁMOR ÉS PSZICHE, 1967, szén
15. FÉSZEKRAKÁS, 1967, szén
16. LÁNGOLÁS, 1967, szén
17. MADÁR-HÖLGY, 1967, szén
18. A NŐI TEST STATIKÁJA, 1967, szén
19. VIZSGÁLAT, 1967, szén

## Köztéri művei
- Kerámiaemberke, Kerámiakecske (kerámia, 1967, Budapest, X. ker., Rottenbiller park)
- Tanuló lány (Eger)
- 1970–78 között készült szobrok: Békakirálynő (Budapest, Hungexpo)
- Oroszlánok (Harmat u.-i iskola)
- Szerelmespár (kő, bronz, 1980, Budapest, Thermál Szálló kertje).

## Egyéni kiállítások
- 1976 • Gyűjtemény kiállítás, Fényes Adolf Terem, Budapest